# Villers-le-Bouillet
Villers-le-Bouillet là một đô thị ở tỉnh Liege. Tại thời điểm ngày 1 tháng 1 năm 2006 Villers-le-Bouillet có dân số 6.051 người. Tổng diện tích là 32,71 km² với mật độ dân số là 185 người trên mỗi km².